# Damophila
A Damophila a madarak osztályának sarlósfecske-alakúak (Apodiformes) rendjébe és a kolibrifélék (Trochilidae) családjába tartozó nem. Besorolásuk vitatott, egyes rendszerezők a fajok egy részét a  Hylocharis nembe sorolják.

## Rendszerezésük
A nemet Heinrich Gottlieb Ludwig Reichenbach német botanikus és ornitológus írta le 1854-ben, az alábbi 1 vagy 4 faj tartozik ide:
- ibolyakékmellű kolibri (Damophila julie)[1][2]
- sárgafarkú zafírkolibri (Damophila eliciae[1] vagy Hylocharis eliciae)[3]
- Damophila cyanus[1] vagy Hylocharis cyanus[3]
- Damophila chrysura[1] vagy Hylocharis chrysura[3]